# Kyalami Grand Prix Circuit
Het Kyalami Grand Prix Circuit is een racecircuit gelegen in Midrand, nabij Johannesburg, Zuid-Afrika.

## Geschiedenis
Op de plek waar nu het circuit ligt, lag vroeger al een circuit, Grand Central. Een groep plaatselijke zakenlieden verving het verouderde Grand Central door het circuit van Kyalami. In 1961 was het klaar. Het is gelegen op een hoogvlakte 1500 meter boven de zeespiegel, 24 km ten noorden van Johannesburg.
Het opvallendste deel was het razendsnelle, dalende rechte stuk. Na forse verbeteringen zoals verbreding en nieuwe bestrating werd er voor het eerst Formule-1 gereden in 1967. Het bleef tot 1972 de seizoensopener. Peter Revson kwam er om het leven in 1974 tijdens testritten, en in 1977 verongelukte Tom Pryce toen zijn Shadow-Ford een overstekende baancommissaris raakte.
In de loop van de jaren tachtig werd de politieke situatie in Zuid-Afrika steeds slechter en de Fransen boycotten om politieke redenen. Kyalami werd geschrapt als Formule-1 parcours.
Door het goede winterklimaat en z'n goede voorzieningen bleef het circuit zeer in trek als testcircuit. In 1992 en 1993 kwam men er nog terug, maar bleek dat ingrijpende veranderingen (o.a. de rijrichting werd veranderd) het parcours veel minder interessant en stuk trager hadden gemaakt. Kyalami is echter nog steeds een veel gebruikt testcircuit.
| Uitslagen Grand Prix van Zuid-Afrika (Kyalami) | Uitslagen Grand Prix van Zuid-Afrika (Kyalami) | Uitslagen Grand Prix van Zuid-Afrika (Kyalami) | Uitslagen Grand Prix van Zuid-Afrika (Kyalami) |
| Jaar                                           | Coureur                                        | Auto                                           | Auto                                           |
| ---------------------------------------------- | ---------------------------------------------- | ---------------------------------------------- | ---------------------------------------------- |
| 1967                                           | Pedro Rodriguez                                | Cooper T81                                     |                                                |
| 1968                                           | Jim Clark                                      | Lotus 49                                       |                                                |
| 1969                                           | Jackie Stewart                                 | Matra MS10                                     |                                                |
| 1970                                           | Jack Brabham                                   | Brabham BT33                                   |                                                |
| 1971                                           | Mario Andretti                                 | Ferrari 312B                                   |                                                |
| 1972                                           | Denny Hulme                                    | McLaren M19A                                   |                                                |
| 1973                                           | Jackie Stewart                                 | Tyrrell 006                                    |                                                |
| 1974                                           | Carlos Reutemann                               | Brabham BT44                                   |                                                |
| 1975                                           | Jody Scheckter                                 | Tyrrell 007                                    |                                                |
| 1976                                           | Niki Lauda                                     | Ferrari 312T                                   |                                                |
| 1977                                           | Niki Lauda                                     | Ferrari 312T2                                  |                                                |
| 1978                                           | Ronnie Peterson                                | Lotus 78                                       |                                                |
| 1979                                           | Gilles Villeneuve                              | Ferrari 312T4                                  |                                                |
| 1980                                           | René Arnoux                                    | Renault RE20                                   |                                                |
| 1981                                           | Geen Formule-1 race                            |                                                |                                                |
| 1982                                           | Alain Prost                                    | Renault RE30B                                  |                                                |
| 1983                                           | Riccardo Patrese                               | Brabham BT52B                                  |                                                |
| 1984                                           | Niki Lauda                                     | McLaren MP4-2                                  |                                                |
| 1985                                           | Nigel Mansell                                  | Williams FW10                                  |                                                |
| 1992                                           | Nigel Mansell                                  | Williams FW14B                                 |                                                |
| 1993                                           | Alain Prost                                    | Williams FW15C                                 |                                                |